# (9342) Carygrant
(9342) Carygrant est un astéroïde de la ceinture principale.

## Description
(9342) Carygrant est un astéroïde de la ceinture principale d'astéroïdes. Il fut découvert par Eric Walter Elst le 6 août 1991 à l'ESO. Il présente une orbite caractérisée par un demi-grand axe de 2,28 UA, une excentricité de 0,1734 et une inclinaison de 5,49° par rapport à l'écliptique.
Il fut nommé en hommage à Cary Grant (1904-1986), né à Bristol en Angleterre, célèbre acteur britannique.

## Compléments